# Turkvision Song Contest 2013
Il Turkvision Song Contest 2013 è stata la 1ª edizione del concorso musicale. L'edizione inaugurale si è svolta a Eskişehir in Turchia. Ventiquattro sono stati i partecipanti, le semifinali si sono svolte il 19 dicembre 2013, mentre le finali si sono svolte nel pomeriggio del 21 dicembre 2013
La competizione canora è stata vinta dall'Azerbaigian, con la canzone Yaşa interpretata dal cantante Farid Hasanov che ha ottenuto il primo posto con 210 punti.

## Location
L'evento si è svolto nell'Anadolu Üniversitesi BESYO Spor Salonu.

## Format
L'evento consiste in una semifinale e in una finale, tutti i 24 partecipanti prendono parte alla semifinale, dove solo 12 si qualificheranno e procederanno alla finale.

## Votazione
La votazione viene fatta da una giuria composta da una persona per ogni paese, senza esperienza musicale

## Fasi

### Semifinale
La semifinale si è svolta il 19 dicembre 2013, 12 dei paesi partecipanti passano alla finale.
- Nazioni che passano il turno e vanno in finale

| Nr | Paese                                  | Artisti                                   | Canzone                                   | Lingua           |
| -- | -------------------------------------- | ----------------------------------------- | ----------------------------------------- | ---------------- |
| 01 | Repubblica dell'Altaj                  | Artur Marlujokov                          | Алтайым Менин (Altayym Menin)             | Altai            |
| 02 | Azerbaigian                            | Farid Hasanov                             | "Yaşa"                                    | Azero            |
| 03 | Baschiria                              | Diana Ishniyazova                         | "Kuray Şarkisi"                           | Baškiro          |
| 04 | Bielorussia                            | Gunesh Abbasova                           | "Son Hatiralar"                           | Turco            |
| 05 | Bosnia ed Erzegovina                   | Emir & Frozen Camels feat. Mirza Šoljanin | "Ters Bosanka"                            | Bosniaco         |
| 06 | Găgăuzia                               | Lüdmila Tukan                             | "Vernis' lyubov"                          | Gagauzo, Ucraino |
| 07 | Georgia                                | Eynar Balakişiyev & Afik Novruzov         | "Qelbini Saf Tut"                         | Azero            |
| 08 | Chakassia                              | Vladimir Dorju                            | "Tus Çirinde"                             | Chakasso         |
| 09 | Iraq                                   | Ahmet Tuzlu                               | "Kerkük'ten Yola Çikak"                   | Turkmeno         |
| 10 | Cabardino-Balcaria / Karačaj-Circassia | Eldar Zhanikaev                           | Адамды бизни атыбыз (Adamdi bizni atibiz) | Cabardo          |
| 11 | Kazakistan                             | Rin'go                                    | "Birlikpen alğa" (Template:Transl)        | Kazako           |
| 12 | Kemerovo                               | Çildiz Tannakeşeva                        | "Şoriya'nin Ünü"                          | Shor             |
| 13 | Kirghizistan                           | Çoro                                      | "Kaygyrba" (Template:Transl)              | Chirghiso        |
| 14 | Crimea                                 | Elvira Sarihalil                          | "Dağların elları" (Дагъларын эллары)      | Tataro di Crimea |
| 15 | Kosovo                                 | Ergin Karahasan                           | "Şu Prizen"                               | Turco            |
| 16 | Cipro del Nord                         | Grup Gommalar                             | "Havalaniyor"                             | Turco            |
| 17 | Macedonia                              | Ikay Yusuf                                | "Düşlerde Yaşamak"                        | Turco            |
| 18 | Uzbekistan                             | Nilufar Usmonova                          | "Unutgin"                                 | Uzbeko           |
| 19 | Romania                                | Genghiz Erhan Cutcalai                    | "Ay Ak Shatir"                            | Turco            |
| 20 | Sacha (Jacuzia)                        | Olga Spiridonova (Nika)                   | "Kötütüöm" (Template:Transl)              | Jacuto           |
| 21 | Tatarstan                              | Alinä Şäripcanova                         | "Üpkälämim" (Template:Transl)             | Tataro           |
| 22 | Tuva                                   | Saylik Ommun                              | "Çavidak" (Template:Transl)               | Tuvano           |
| 23 | Turchia                                | Manevra                                   | "Sen, Ben, Biz"                           | Turco            |
| 24 | Ucraina                                | Fazile Ibrahimova                         | Элмалым (Elmalım)                         | Tataro di Crimea |

### Finale
La semifinale si è svolta il 21 dicembre.
| Nr. | Paese                 | Artista                                   | Canzone                            | Lingua           | Posizione | Punti |
| --- | --------------------- | ----------------------------------------- | ---------------------------------- | ---------------- | --------- | ----- |
| 01  | Turchia               | Manevra                                   | "Sen, Ben, Biz"                    | Turco            | 6         | 187   |
| 02  | Bielorussia           | Gunesh Abbasova                           | "Son Hatiralar"                    | Turco            | 2         | 205   |
| 03  | Kosovo                | Ergin Karahasan                           | "Şu Prizen"                        | Turco            | 12        | 151   |
| 04  | Kazakistan            | Rin'go                                    | "Birlikpen alğa" (Template:Transl) | Kazako           | 9         | 178   |
| 05  | Bosnia ed Erzegovina  | Emir & Frozen Camels feat. Mirza Šoljanin | "Ters Bosanka"                     | Bosniaco         | 6         | 187   |
| 06  | Tatarstan             | Alinä Şäripcanova                         | "Üpkälämim" (Template:Transl)      | Tataro           | 4         | 192   |
| 07  | Ucraina               | Fazile Ibrahimova                         | Элмалым (Elmalım)                  | Tataro di Crimea | 3         | 200   |
| 08  | Repubblica dell'Altaj | Artur Marlujokov                          | Алтайым Менин (Altayym Menin)      | Altai            | 5         | 189   |
| 09  | Azerbaigian           | Farid Hasanov                             | "Yaşa"                             | Azero            | 1         | 210   |
| 10  | Cipro del Nord        | Grup Gommalar                             | "Havalaniyor"                      | Turco            | 10        | 175   |
| 11  | Kirghizistan          | Çoro                                      | "Kaygyrba" (Template:Transl)       | Chirghiso        | 8         | 183   |
| 12  | Uzbekistan            | Nilufar Usmonova                          | "Unutgin"                          | Uzbeko           | 11        | 173   |

## Trasmissione dell'evento
- Altaj – STRC "Altai Mountains"
- Azerbaigian – ATV Azerbaijan
- Baschiria – Kuray Television
- Bosnia ed Erzegovina – Hayat TV
- Crimea – Crimea Public Radio and Television
- Găgăuzia – GRT Television
- Georgia – Kumeo Kartlia Television
- Balcaria &  Circassia - 9 Volna
- Kazakistan – Adam Media Group
- Kosovo – RTK
- Kirghizistan – Piramida Television
- Macedonia – MRT 2
- Cipro del Nord – GENC Television
- Romania - Alpha TV Media
- Tatarstan – Maydan Television
- Turchia – Kral TV

Non partecipanti
- Bulgaria – Bengu Turk (finale)[8]
- Russia – TMV Television